# 博布里克 (蘇梅區)
50°57′29″N 34°8′20″E / 50.95806°N 34.13889°E
博布里克（烏克蘭語：Бобрик）是位於烏克蘭東北部的村莊，由蘇梅州蘇梅區的米科拉伊夫卡镇级市镇負責管轄。該村分別距離比利基夫卡2公里和科馬里茨凱4公里，海拔高度172米，2001年人口547。